# ديف شرينر
ديف شرينر (بالإنجليزية: Dave Schreiner)‏ هو لاعب كرة قدم أمريكية وضابط أمريكي، ولد في 5 مارس 1921 في لانكستر في الولايات المتحدة، وتوفي في 21 يونيو 1945 في أوكيناوا في اليابان.